# Adhemarius eurysthenes
Adhemarius eurysthenes là một loài bướm đêm thuộc họ Sphingidae. Nó được miêu tả bởi R. Felder năm 1874, và được tìm thấy ở Brasil, Colombia và Paraguay.
Nó tương tự như Adhemarius palmeri.
There are probably at least two generations per year với màu bay cao điểm vào tháng 3 và từ tháng 7 đến tháng 8.
Ấu trùng có thể ăn các loài Ocotea (như Ocotea veraguensis, Ocotea atirrensis và Ocotea dendrodaphne) và Persea.

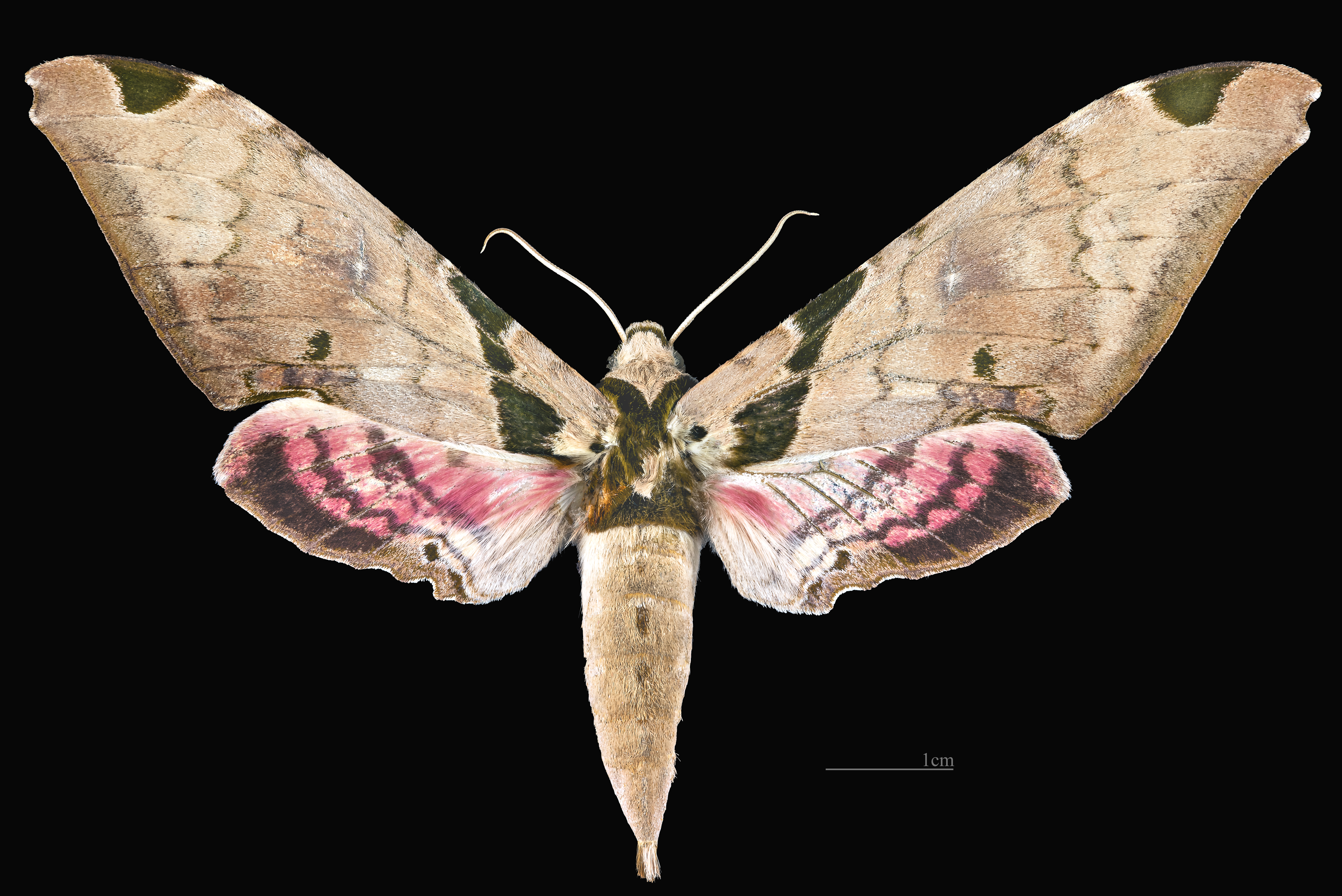
Adhemarius eurysthenes ♀ △